# Verticordia cunninghamii
Verticordia cunninghamii är en myrtenväxtart som beskrevs av Johannes Conrad Schauer. Verticordia cunninghamii ingår i släktet Verticordia och familjen myrtenväxter. Inga underarter finns listade i Catalogue of Life.